# 光明街道 (深圳市)
光明街道是中国广东省深圳市光明区下辖的一个街道，原屬宝安区，地块大多为原先的光明农场。辖区总面积30.11平方公里，下辖光明、东周、翠湖、迳口、白花、碧眼等6个社区。总户数28786户，常住人口72234人，其中户籍人口23462人。
其名字也源自光明农场，1957年9月，广东省农垦局在宝安县公明区开设农场，取“光荣公明”寓意，定名光明农场。后“光明”一词沿用至今。
2007年5月31日，中共深圳市委、深圳市人民政府宣佈：成立光明新區，管轄公明、光明兩個街道。